# Dudley Storey
Pour les articles homonymes, voir Storey.
Dudley Leonard Storey, né le 27 novembre 1939 à Wairoa et mort le 6 mars 2017 à Auckland, est un rameur néo-zélandais.

## Biographie
Dudley Storey termine huitième de la finale de quatre avec barreur aux Jeux olympiques d'été de 1964 à Tokyo. Quatre ans plus tard, aux Jeux olympiques de Mexico, il remporte la médaille d'or en quatre avec barreur en compagnie de Dick Joyce, Ross Collinge, Warren Cole et Simon Dickie. Il fait partie de l'équipe de huit médaillée de bronze aux Championnats du monde d'aviron 1970. Aux Jeux olympiques d'été de 1972 à Munich, il est médaillé d'argent en quatre sans barreur avec Dick Tonks, Noel Mills et Ross Collinge.
En 1983, il est nommé officier de l'Ordre de l'Empire britannique.
Après sa retraite sportive, il devient l'entraîneur national de 1982 à 1986, et mène l'équipe néo-zélandaise d'aviron aux Jeux olympiques d'été de 1984 et aux Jeux du Commonwealth de 1986 ; il est aussi à la tête du huit néo-zélandais vainqueur des Championnats du monde d'aviron 1982 et 1983.
Il meurt le 6 mars 2017 à Auckland à l'âge de 77 ans,.